# بوری راسسیخین
بوری راسسیخین (اوکراینی: Борис Андрійович Рассихін؛ ۲۷ آوریل ۱۹۳۷ – ۱۶ مارس ۲۰۲۱) بازیکن فوتبال اهل اتحاد جماهیر شوروی سوسیالیستی بود.
از باشگاه‌هایی که در آن بازی کرده‌است می‌توان به باشگاه فوتبال شاختار دونتسک اشاره کرد.